# مرز (فیلم ۲۰۱۵)
مرز (به انگلیسی: The Frontier) یک فیلم سینمایی جنایی آمریکایی محصول سال ۲۰۱۵ به کارگردانی اورن شای و نویسندگی اورن شای و وب ویلکوکسن با بازی جوزلین دوناهو، کلی لینچ، جیم بیور، ایزابلا میکو، جیمی هریس، لیام آیکن و ای جی بوون است.

## داستان
زمانی که یک زن سرگردان در یک مسافرخانه چند دزد خشن را می‌بیند، نقشه می‌کشد تا پول‌هایی را که آنها دزدیده‌اند را بردارد و فرار کند…

## بازیگران
- جاسلین داناهیو
- کلی لینچ در نقش لوان
- جیم بیور در نقش لی
- ایزابلا میکو در نقش گلوریا
- جیمی هریس در نقش فلین
- لیام ایکن در نقش ادی
- ای جی بوون در نقش افسر گولت [۱][۲][۳]